# Paraúna
Paraúna is een gemeente in de Braziliaanse deelstaat Goiás. De gemeente telt 11.319 inwoners (schatting 2009).